# Małgorzata Dołowy
Małgorzata Dołowy – polska farmaceutka, doktor habilitowany nauk farmaceutycznych, adiunkt na Śląskim Uniwersytecie Medycznym w Katowicach, specjalistka od chemii fizycznej.

## Kariera naukowa
W 1999 roku uzyskała tytuł magistra inżyniera na kierunku technologia chemiczna na Wydziale Chemicznym Politechniki Śląskiej. W tym samym roku została zatrudniona na Śląskim Uniwersytecie Medycznym w Katowicach. W 2004 roku na Wydziale Matematyki, Fizyki i Chemii Uniwersytetu Śląskiego w Katowicach uzyskała stopień doktora nauk chemicznych na podstawie rozprawy pt. Porównanie rozdziału i właściwości lipofilowych wybranych kwasów żółciowych badanych chromatografią cieczową, której promotorem była Alina Pyka-Pająk. W 2016 roku na Wydziale Nauk Farmaceutycznych Śląskiego Uniwersytetu Medycznego w Katowicach uzyskała stopień doktora habilitowanego nauk farmaceutycznych na podstawie pracy pt. Zastosowanie chromatografii cienkowarstwowej z densytometrią do analizy steroidów o różnym działaniu farmakologicznym.